# Epidesma lamia
Epidesma lamia är en fjärilsart som beskrevs av Druce 1884. Epidesma lamia ingår i släktet Epidesma och familjen björnspinnare. Inga underarter finns listade i Catalogue of Life.